# Gerhard Henning
Gerhard Henning (født 27. maj 1880 i Stockholm, død 16. september 1967 i Hellerup i Danmark) var en dansk-svensk billedhugger.
Han hed Nilsson før han tog navnet Henning. Kunsthistorikeren Peter Hertz omtaler navneændringen i sin bog "Gerhard Henning" fra 1931. I den omtales Hennings Skitser af kvinder og hans grafik også. Henning modtog Thorvaldsen Medaljen i 1937. Han arbejdede som formgiver for Den Kongelige Porcelænsfabrik og hans skulpturer i bronze og sten ses mange steder i Sverige og Danmark på museer og i det offentlige rum.
Han var gift med væveren Gerda Henning.
Hennings bronzestatue Dansk pige blev rejst i Bergen i 1955, men det vakte protester, at den vistnok ikke repræsenterede en virkelig kvinde. Først i 2020 kom det for en dag, at modellen var Rachel Rachlin, og hendes søn Samuel Rachlin kom til Bergen for et gensyn med sin mor i en statues skikkelse.
- Sittande (Göteborg)
- Ingeborg (Stockholm)